# 45歳の地図（辛口生ヴァージョン）
「45歳の地図 （辛口生ヴァージョン）」（よんじゅうごさいのちず からくちなまヴァージョン）は、1990年4月8日に発売された爆風スランプ16枚目のシングル。

## 概要
アルバム『I.B.W.』からのシングル・カット。
ジャケットで日本列島の被り物をしているのはパッパラー河合である。
「I.B.W.ツアー」国立代々木競技場第一体育館でのライブ・ヴァージョンを収録。
中野が45歳となる2005年、歌詞を大幅に変えた「45歳の地図 〜リストラバージョン〜」が配信限定でリリース。
還暦を迎えた2020年、サンプラザ中野くん名義ミニアルバム「感謝還暦」に、新たに歌詞を書き起こした「45歳の地図（還暦Ver.）」収録。ミュージック・ビデオでは俳優で同じく還暦を迎えた村田雄浩が出演している。

## 収録曲
1. 45歳の地図 （辛口生ヴァージョン）
作詞:サンプラザ中野　作曲:パッパラー河合　編曲:BAKUFU-SLUMP
2. 尻の穴から出たい
作詞:サンプラザ中野　作曲:豊岡正志　編曲:BAKUFU-SLUMP
オリジナル・アルバム未収録曲。
3. 45歳の地図（オリジナル・カラオケ）

## 収録アルバム
- I.B.W. (#1)
- 決定版!爆風スランプ大全集2 〜The Very Best Of パッパラー河合〜 (#1、COME BACK青春!)
- GOLDEN☆BEST 爆風スランプ ALL SINGLES (#1)